# Victoria (Tamaulipas)
Victoria è una municipalità dello stato di Tamaulipas, nel Messico centrale; il capoluogo è Ciudad Victoria.
Conta 321.953 abitanti (2010) e ha una estensione di 1.469,97 km².